# شینیا میاموتو
شینیا میاموتو (انگلیسی: Shinya Miyamoto؛ زادهٔ ۵ نوامبر ۱۹۷۰) بازیکن بیس‌بال اهل ژاپن است.